# 서아프리카피그미땃쥐
서아프리카피그미땃쥐 또는 옵스큐어땃쥐(Crocidura obscurior)는 땃쥐과에 속하는 포유류의 일종이다. 코트디부아르와 가나, 기니, 나이지리아 그리고 시에라리온에서 발견된다. 자연 서식지는 아열대 또는 열대 기후 지역의 습윤 저지대 숲이다.